# ۳۲۰ (قمری)
۳۲۰ (قمری)، سیصد و بیستمین سال در گاهشماری هجری قمری است. اول محرم این سال برابر با هجدهم ژانویه سال ۹۳۲ میلادی است.